# Ilnacora stalii
Ilnacora stalii är en insektsart som beskrevs av Reuter 1876. Ilnacora stalii ingår i släktet Ilnacora och familjen ängsskinnbaggar. Inga underarter finns listade i Catalogue of Life.